# TW Девы
TW Девы (лат. TW Virginis) — карликовая новая, двойная катаклизмическая переменная звезда типа SS Лебедя (UGSS) в созвездии Девы на расстоянии приблизительно 1282 световых лет (около 393 парсек) от Солнца. Визуальная звёздная величина звезды — от +16,4m до +11,2m. Орбитальный период — около 0,1827 суток (4,3844 часа).
Открыта Д. Дж. К. О'Коннеллом в 1932 году*.

## Характеристики
Первый компонент — аккрецирующий белый карлик спектрального класса pec(UG). Масса — около 1,1 солнечной, радиус — около 0,007 солнечного.
Второй компонент — красный карлик спектрального класса M2V, или M3V, или M5-M6. Масса — около 0,4 солнечной, радиус — около 0,48 солнечного. Эффективная температура — около 4555 K.